# Enterrement du cheval

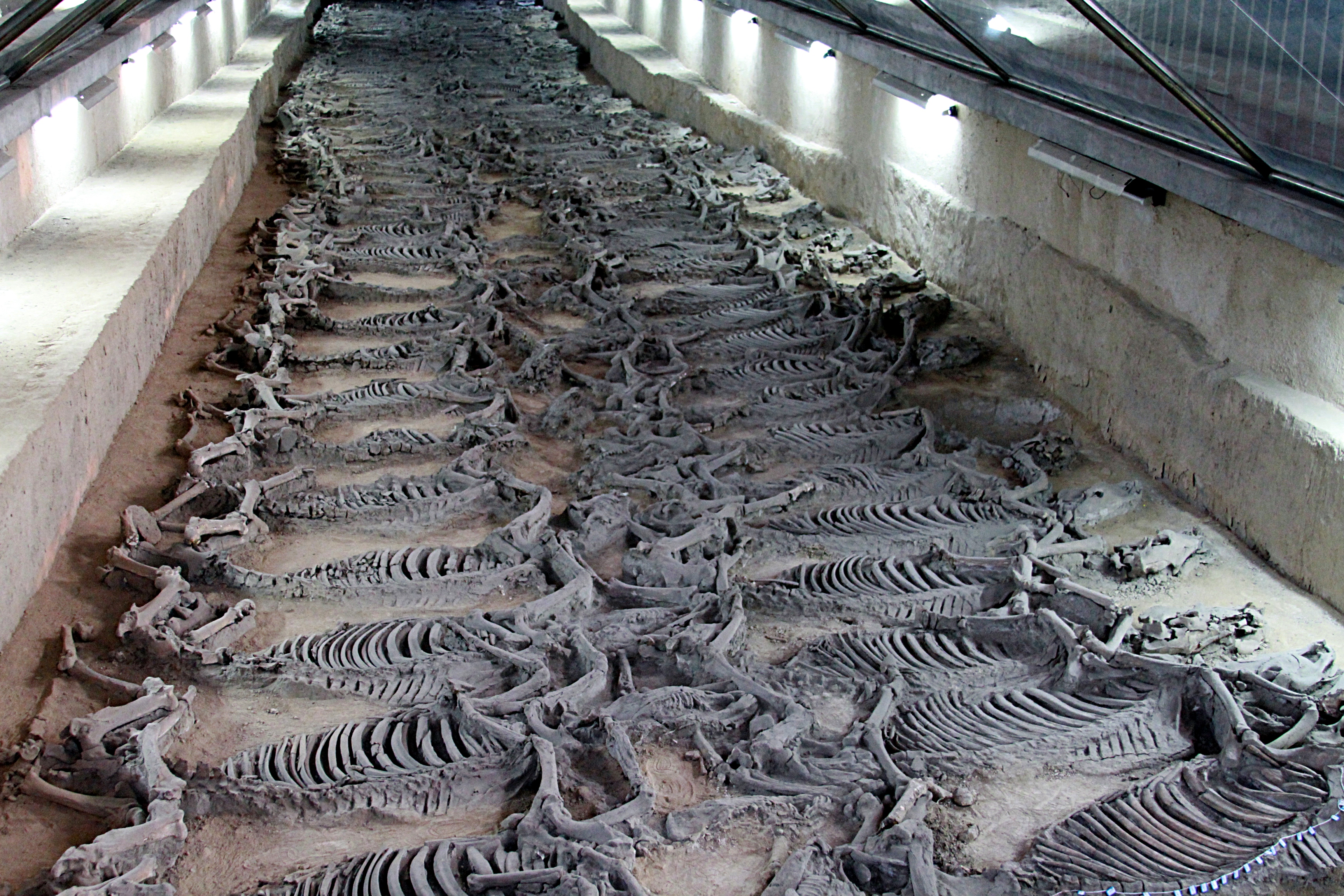
Tombe de chevaux du duc Jing de Qi (547–490) sous la dynastie Shang, en Chine.

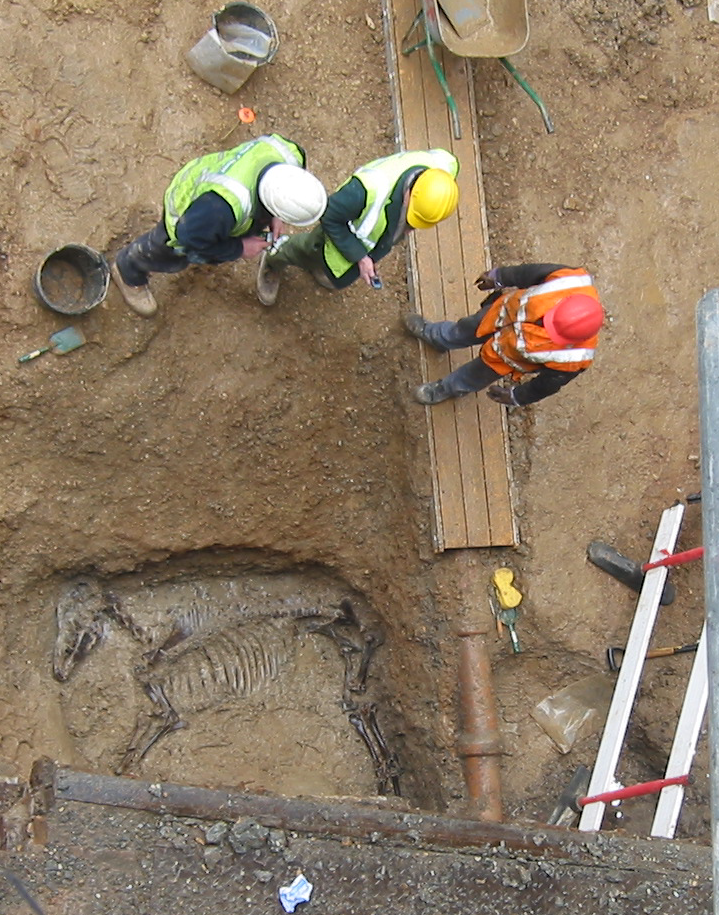
Dégagement d'une tombe de cheval romaine à Londres en 2006.

L'enterrement du cheval est la pratique consistant à enterrer un cheval. Il peut faire partie d'une cérémonie d'enterrement humain. L'enterrement des chevaux est pratiqué par de nombreux peuples Indo-Européens, ainsi que chez les Chinois et les Turcs. Cet acte indique la grande valeur des chevaux parmi ces cultures, et notamment à travers les cultes. Il fournit également de précieuses indications quant aux migrations des peuples cavaliers. La présence d'autres espèces animales domestiques est rare dans les tombes humaines ; en Angleterre par exemple, 31 tombes de chevaux ont été découvertes pour seulement une tombe à bovin, unique en Europe. La pratique de l'enterrement du cheval rejoint le culte plus large impliquant le sacrifice. Y sont également associées les tombes à char, lorsqu'un char entier, avec ou sans chevaux, est enterré avec la personne décédée. 

## Législation actuelle
L'enterrement des chevaux peut être accepté, ou non, selon les régions et les pays. Il y a très généralement des normes d'hygiène strictes à respecter, notamment pour éviter la contamination des points d'eau par le cadavre.
| Pays ou région interdisant totalement                                          | Pays ou région autorisant seulement l'enfouissement collectif | Pays ou région autorisant totalement |
| ------------------------------------------------------------------------------ | ------------------------------------------------------------- | --- |
| - France (des enfouissements illégaux sont régulièrement signalés) - Allemagne | - Iowa                                                        | - Ontario - La plupart des États américains. - Royaume-Uni (en Écosse et au Pays de Galles, seuls les chevaux « de compagnie » peuvent être enterrés) - Australie |